# Нюхча (Карелия)
Ню́хча — поморское село в Карелии, входит в Сумпосадское сельское поселение.

## Этимология
Название реки и села Нюхча происходит от саамского слова nühhč(a-) — «лебедь».

## География

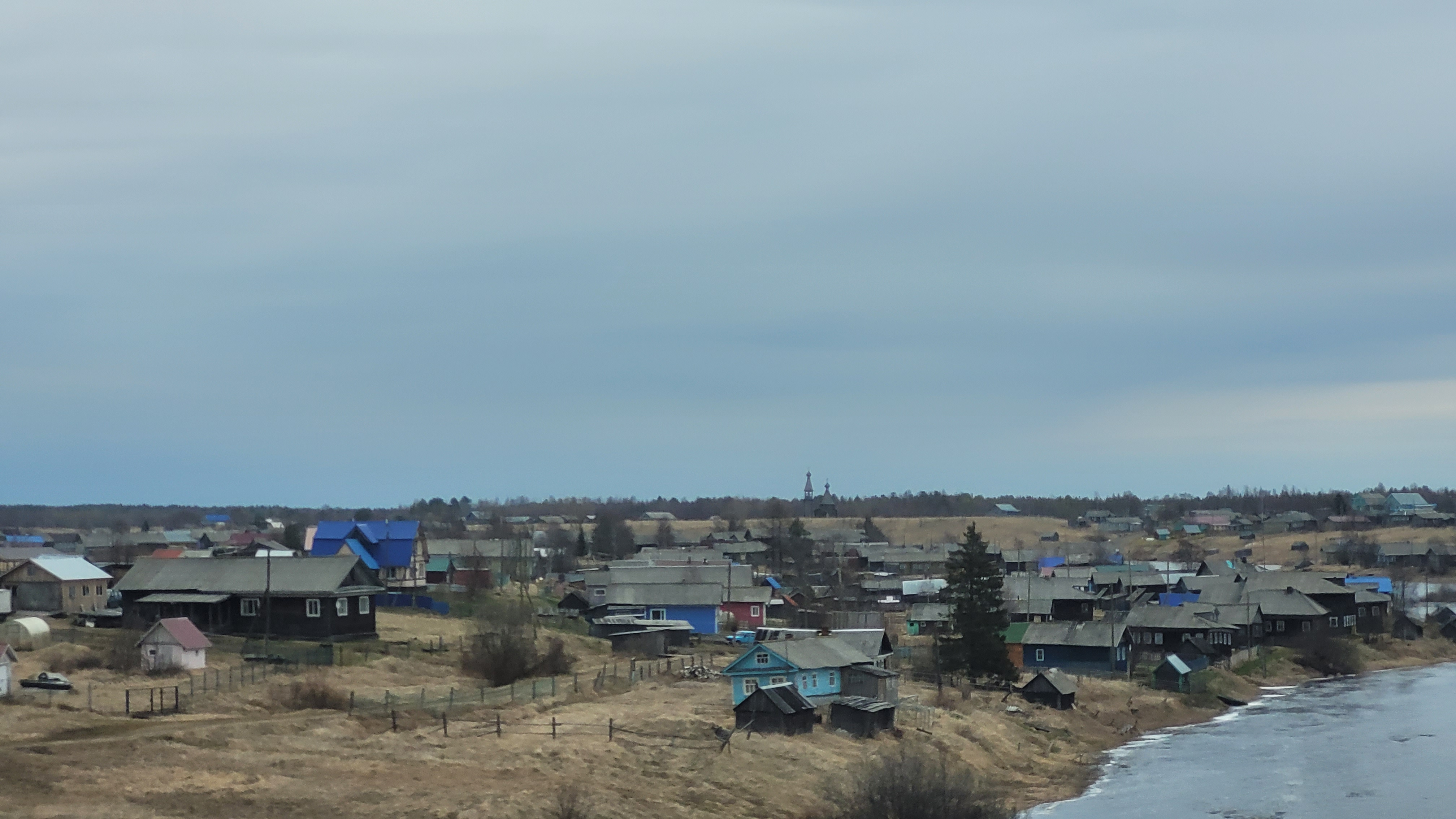
Вид из поезда на село Нюхча, вдали видна деревянная церковь (2022)

Находится на территории Беломорского района на границе Карелии и Архангельской области, на берегу реки Нюхча в 5 км от Белого моря. Имеет одноимённую железнодорожную станцию Нюхча на железнодорожной линии «Беломорск — Обозерская».

## История
В XV веке село Нюхча принадлежало жене новгородского посадника Исака Борецкого Марфе Борецкой. В XV—XVI веках, после падения Новгорода и присоединения к Москве, село было приписано к монастырю на Соловецких островах. В 1702 году была построена сухопутная «Осударева дорога», начинавшаяся от пристани Нюхча. 
27 августа 1940 года постановлением Карельского ЦИК в Нюхче была закрыта церковь.
До 21 марта 2013 года — административный центр Нюхчинского сельского поселения.
21 марта 2013 года было упразднено Нюхчинское сельское поселение, село вошло в Сумпосадское сельское поселение.

## Население
| 2002 | 2009 | 2010 | 2012 | 2013 |
| ---- | ---- | ---- | ---- | ---- |
| 431  | ↘373 | ↘339 | ↘323 | ↘307 |

В 2001 году в Нюхче числилось 474 человека, в том числе трудоспособного — 41,4 % от общей численности. Из трудоспособного населения 56,1 % работали в рыболовецком колхозе «Беломор».

## Транспорт
До Нюхчи можно добраться на железнодорожном транспорте (на электропоездах: «Кемь — Маленьга», «Мурманск — Вологда»), а также по грунтовой автодороге из города Беломорска.

## Достопримечательности
- Главной достопримечательностью села является расположенная в нескольких километрах Осударева дорога, по которой в 1702 году по приказу Петра I с Белого моря до Онежского озера было волоком пронесено 2 военных корабля из-за отсутствия на Балтийском море флота.
- Музей -[9] Местная общественная организация Беломорского района по сохранению и популяризации культуры Поморья «Хламной сарай» (МОО «Хламной сарай»). Расположен по адресу: Республика Карелия, Беломорский район, с. Нюхча, д. 8.

## Памятники истории
- В селе сохраняется памятник истории — братская могила советских воинов, погибших в годы Великой Отечественной войны[10]. В могиле захоронено 43 воина Карельского фронта, умерших от ран в госпиталях, дислоцировавшихся в селе. В 1958 году на могиле была установлена скульптура воина[11].

## Памятники природы
В окрестностях села находится государственный болотный заказник «Болота у села Нюхча» — особо охраняемая природная территория, эталонная для южного Поморья болотная система.